# 習志野霊園

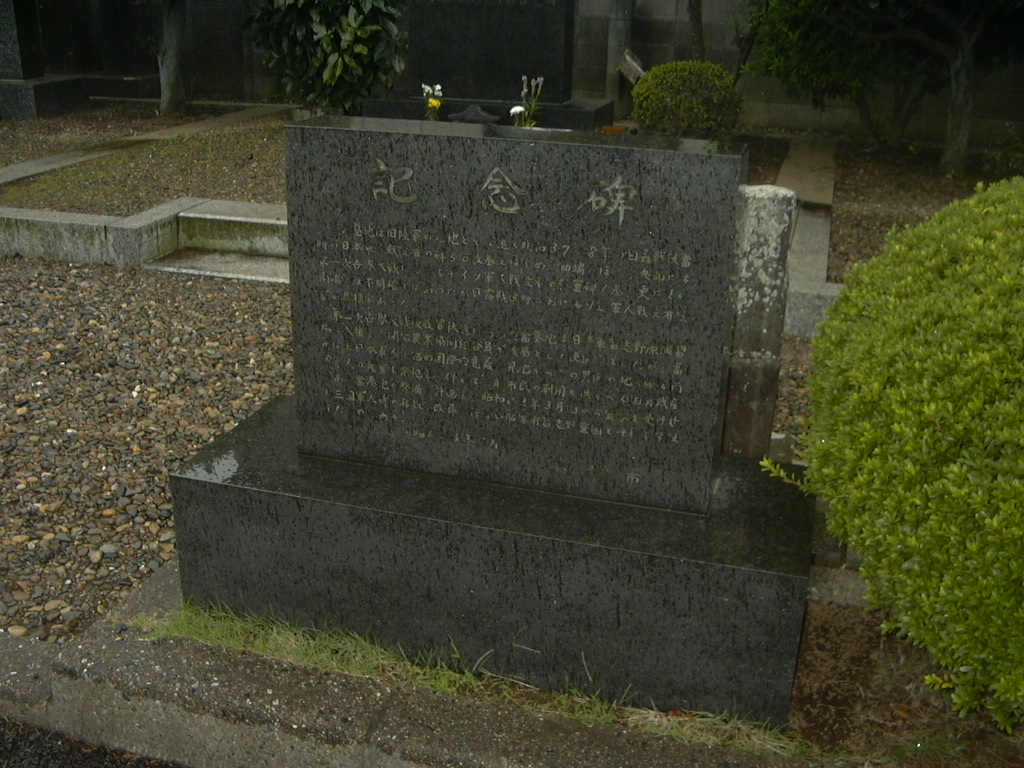
記念碑

習志野霊園（ならしのれいえん）は千葉県船橋市習志野にある霊園である。旧習志野陸軍墓地。

## 概要
習志野霊園は旧陸軍墓地であり、戦後は習志野開拓入植者の為の墓地として優先的に使用されてきたという歴史がある。なお、霊園内には日露戦争や第一次世界大戦時に捕虜となり、習志野に連れてこられ、同地で亡くなったロシア人とドイツ人捕虜の墓石が残されている。

## 沿革
- 陸軍墓地として開設。
- 1971年（昭和46）に船橋市市営墓地公園として整備、「習志野霊園」と名称を改正。